# Storgatan, Liseberg
Storgatan, förut kallad Storgatan, Sverige, är en gata som sträcker sig genom de centrala delarna av nöjesparken Liseberg i Göteborg. Gatan invigdes den 16 april 1988 av karaktären Albert Karlsson från Haga, känd från TV-serien Albert & Herbert, som spelades av revyartisten och skådespelaren Sten-Åke Cederhök.
Gatan sträcker sig från Lisebergs huvudgata till Västkustområdet vid Mölndalsån. Den östra änden av Storgatan knyts samman med Lisebergs Hamnområde med en gångbro. Storgatan anknyter även till tvärgatan som leder till Tyrolenområdet samt två passager till Kaninlandet. 